# ریچارد روسو
ریچارد روسو (انگلیسی: Richard Russo؛ زادهٔ ۱۵ ژوئیهٔ ۱۹۴۹) یک نویسنده، و فیلم‌نامه‌نویس اهل ایالات متحده آمریکا است.